# Salomonenkakadu
Der Salomonenkakadu (Cacatua ducorpsii), auch Ducorps' Kakadu genannt, ist eine ausschließlich auf den Salomonen und Bougainville (Papua-Neuguinea) beheimatete Papageienart. Er zählt zu den Eigentlichen Kakadus und gehört gemeinsam mit dem Rotsteiß- und dem Goffinkakadu zu den kleinsten Arten der Gattung.
Salomonenkakadus sind grundsätzlich Waldbewohner, haben sich jedoch zunehmend zu Kulturfolgern entwickelt, die auf den Salomonen auch in Dörfern und an den Rändern von Städten nach Nahrung suchen.

## Erscheinungsbild
Der Salomonenkakadu erreicht eine Körpergröße von 32 Zentimetern und wiegt zwischen 300 und 450 g. Wie für die Gattung der Eigentlichen Kakadus charakteristisch ist sein Gefieder überwiegend weiß. Lediglich einige Kopffedern sind an ihrer Basis hell lachsfarben. Die Unterseiten von Flügel und Schwanz sind gelblich. Der Schnabel ist hell hornfarben. Die Iris ist dunkelbraun, der Augenring ist unbefiedert und bläulich-weiß. Die Zehen sind grau.
Es besteht kein Geschlechtsdimorphismus. Weibchen unterscheiden sich von den Männchen lediglich durch ihre eher rötlich-braune Iris, welche erst mit einem Lebensalter von ca. 2 Jahren zum Vorschein kommt. Noch nicht geschlechtsreife Tiere gleichen den adulten Vögeln.

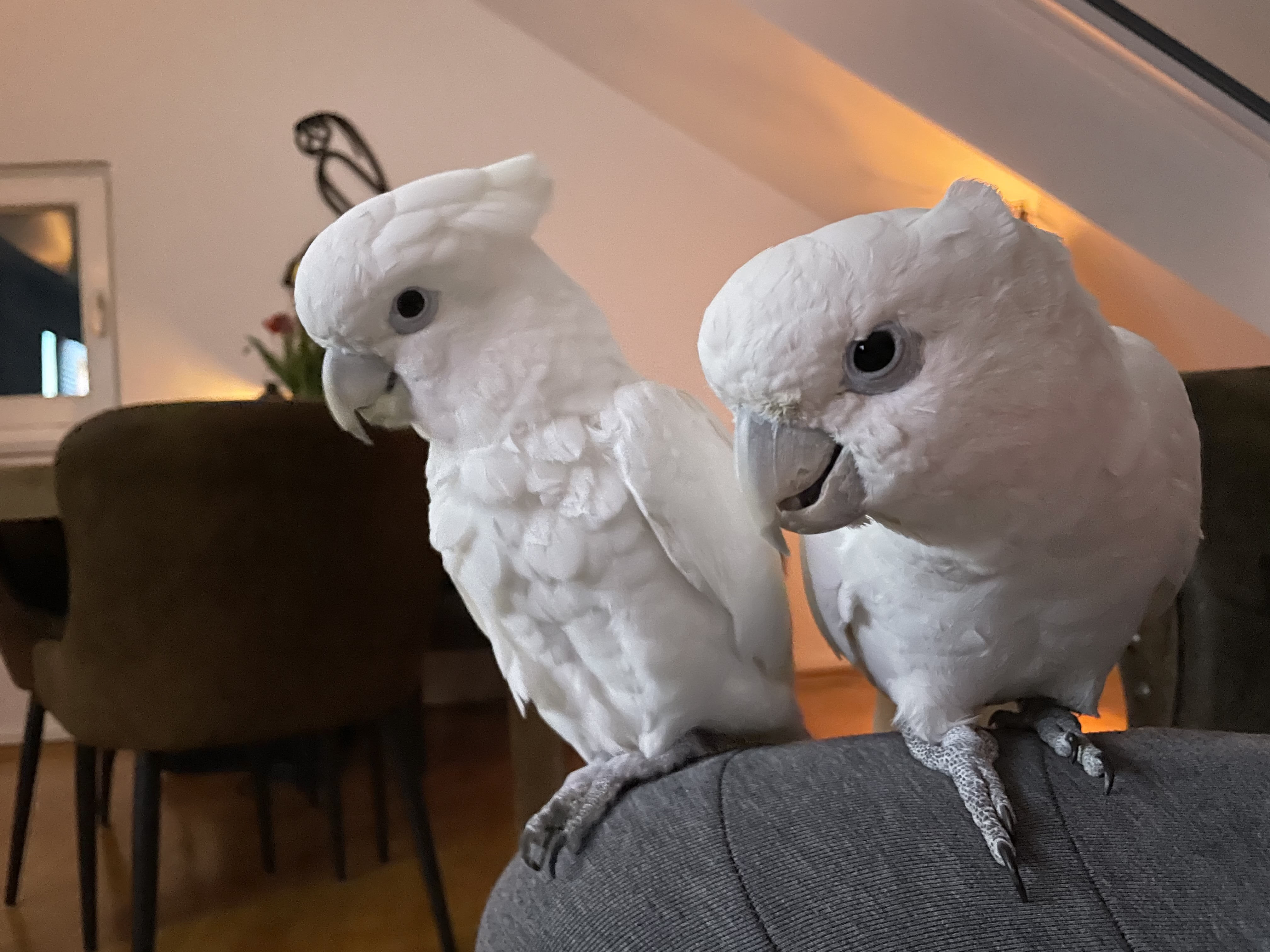
Salomonenkakadu Pärchen (links weiblich / rechts männlich)
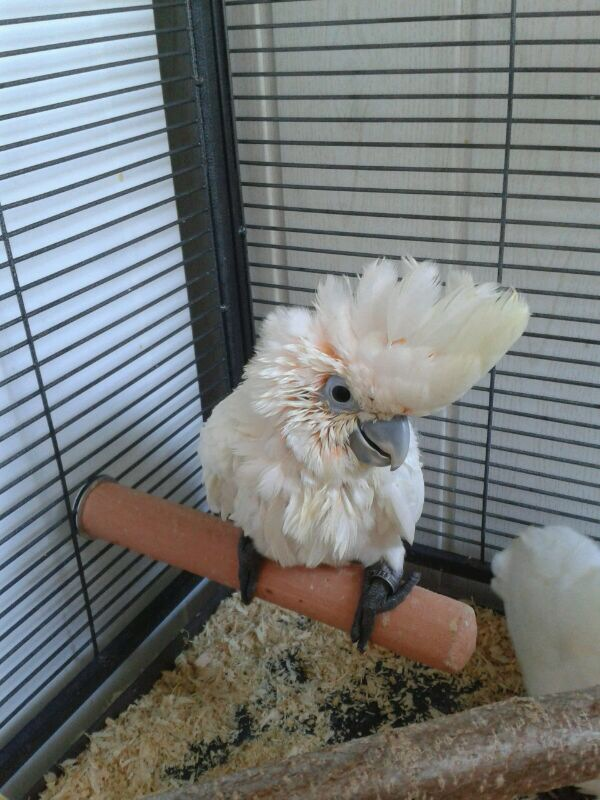
Jungtier mit 10 Wochen
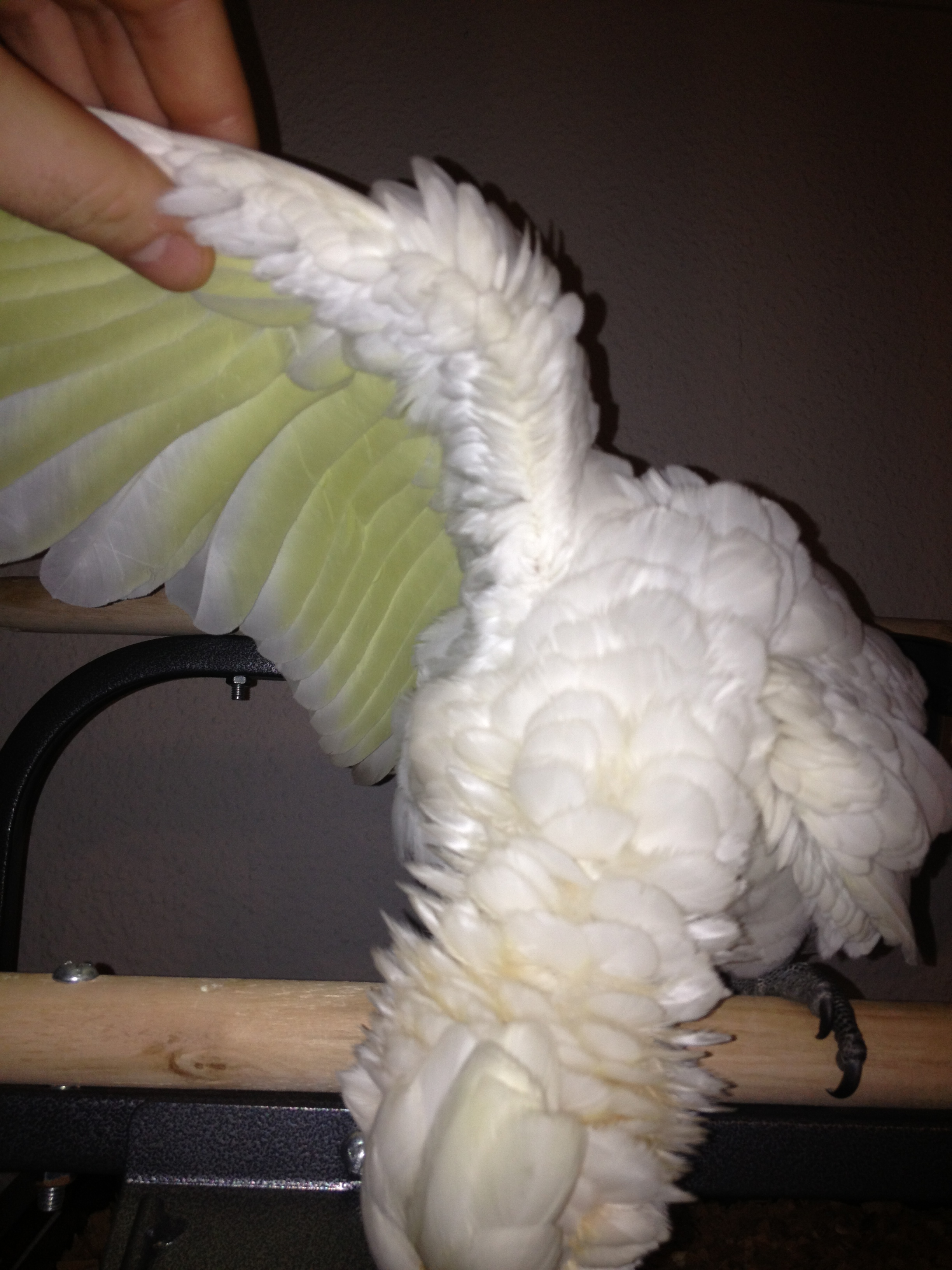
Flügelunterseite mit hellgelber Färbung
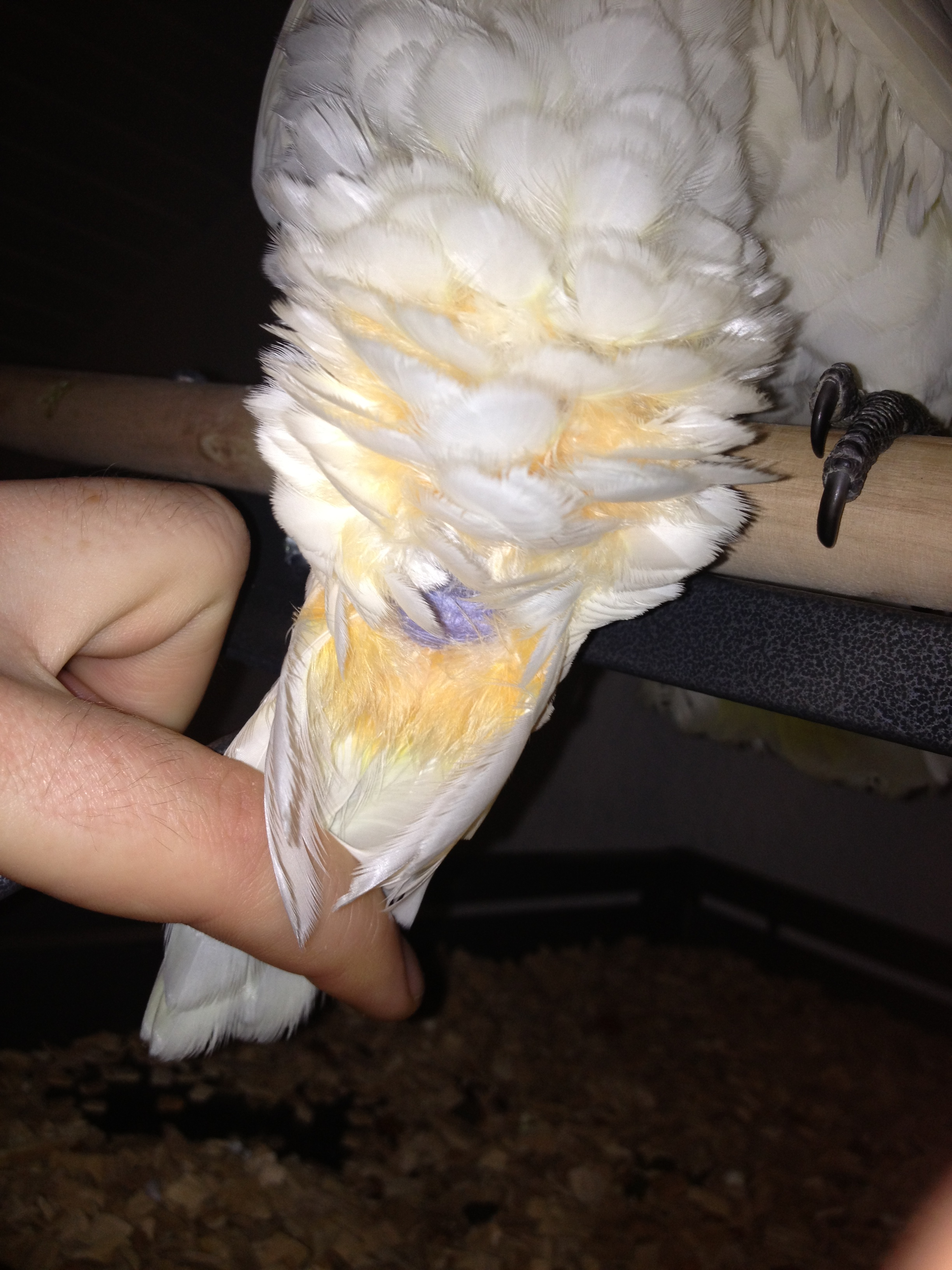
Hell lachsfarbene Basis der Kopffedern

## Lebensraum und Nahrung
Ähnlich wie der Molukken- und der Goffinkakadu ist der Salomonenkakadu in einem äquatorialen Klima beheimatet. Die Durchschnittstemperatur auf den Salomonen liegt bei 30 °C. Die Niederschlagsmengen unterliegen zwar jahreszeitlichen Schwankungen, die Luftfeuchtigkeit ist jedoch ganzjährig sehr hoch. Der Lebensraum der Salomonenkakadus erstreckt sich von den Küstensumpfgebieten bis zu den bewaldeten und feuchtheißen Bergregionen dieser Inseln. Sie sind bis in eine Höhe von 1.700 Meter über NN anzutreffen. Die Art ist auf den Salomoneninseln weit verbreitet und gilt als Ernteschädling. In den frühen Morgen- und Abendstunden finden sich viele kleine Gruppen zu je 5–8 Vögeln an Feldern (Mais) ein und fallen dann in einem großen Schwarm von teilweise über 100 Vögeln in die Anpflanzungen ein.
Dort wo sie nicht in der Nähe menschlicher Ansiedlungen leben, besteht die Nahrung der Salomonenkakadus überwiegend aus Beeren, Früchten und Blüten. Daneben fressen sie wie viele andere Kakaduarten auch Insekten und deren Larven.

## Fortpflanzung
Über die Lebensweise der Salomonenkakadus liegen – vor allem verglichen mit den in Australien beheimateten Kakadus – nur sehr wenige Erkenntnisse vor. Die Brutzeit setzt jedoch zu der Zeit ein, in der die Niederschläge zunehmen. Salomonenkakadus sind monogame Vögel, deren Paarbindung andauert, bis einer der Partner stirbt. Sie scheinen auch eine hohe Standorttreue zu haben. Man geht davon aus, dass Bruthöhlen von Paaren wiederholt genutzt werden. Das Gelege besteht meistens aus zwei bis drei Eiern. Bei in menschlicher Obhut gepflegten Salomonenkakadus betrug die Brutzeit 28 bis 30 Tage.

## Haltung in menschlicher Obhut

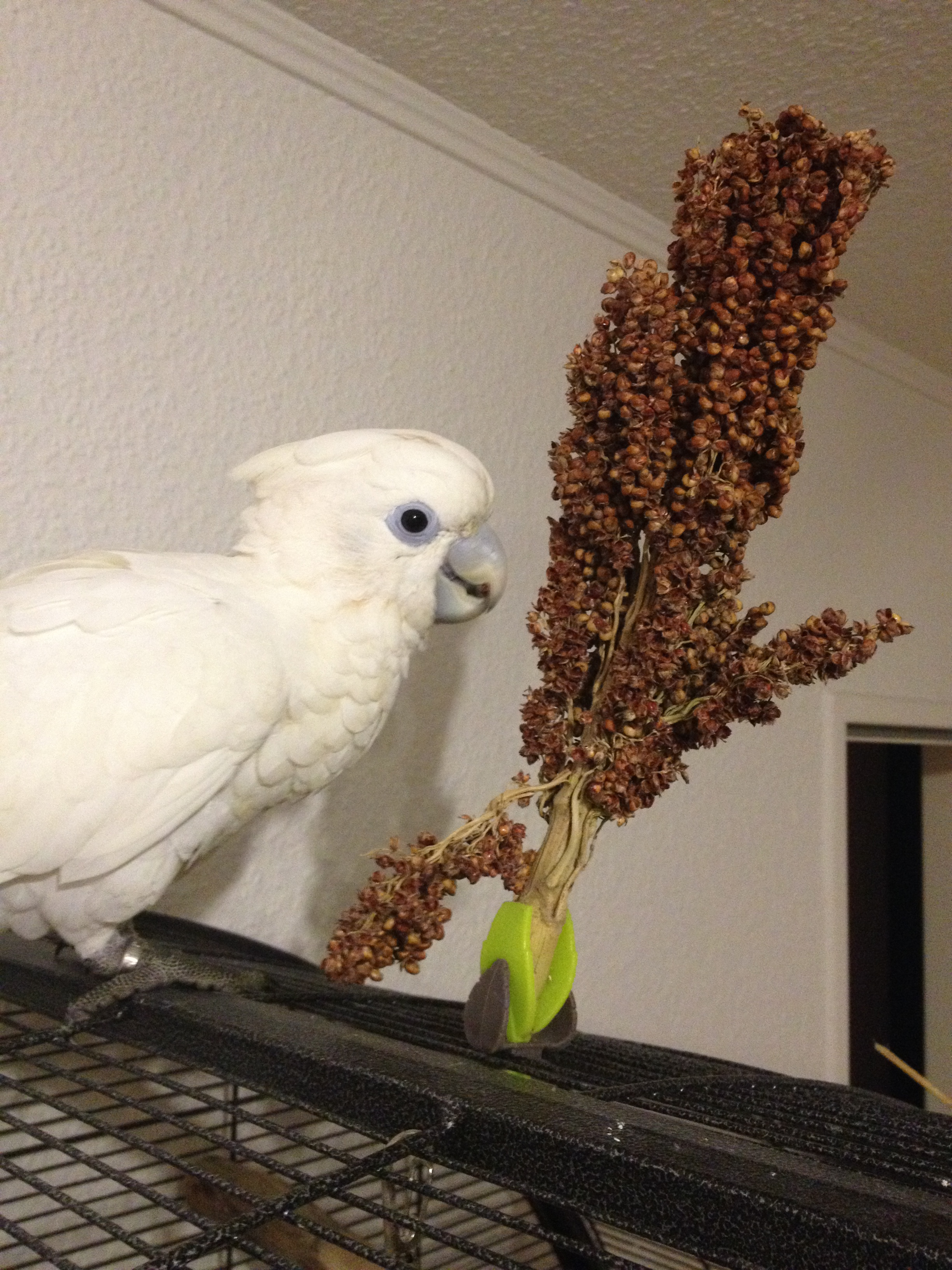
Salomonenkakadu an einem Dari-Kolben

Die Salomonen gehörten in der Zeit vor dem Ersten Weltkrieg zu den deutschen Kolonien. In dieser Zeit gelangten einige Salomonenkakadus auch nach Deutschland. Nach Einschätzung von Dieter Hoppe wurden in Deutschland in den 1980er Jahren keine Salomonenkakadus mehr gehalten. Ähnliches gilt für andere Länder; der Salomonenkakadu gilt als die Art der eigentlichen Kakadus, die am seltensten gepflegt wird. Zu Beginn der 1990er Jahre erwirkte ein deutscher Importeur die Erlaubnis limitierter Ausfuhren einiger Salomonenkakadus. Diese Exemplare bildeten den europäischen Basisbestand der Spezies.
Salomonenkakadus sollten aufgrund ihrer Größe nicht unterschätzt werden. Auch sie können erhebliche Laute von sich geben. Wie alle Kakaduarten sind sie sehr neugierig und knabbern gerne an Gegenständen, wodurch sie erheblichen Schaden an Möbeln und anderen Gegenständen anrichten können. Abhilfe kann man vereinzelt mit frischen Ästen geben, welche man den Vögeln bereitstellt. Salomonenkakadus sollten, wie jeder Papagei, keinesfalls einzeln, sondern immer mit einem gegengeschlechtlichen Partner gehalten werden.

## Belege